# كوكسو

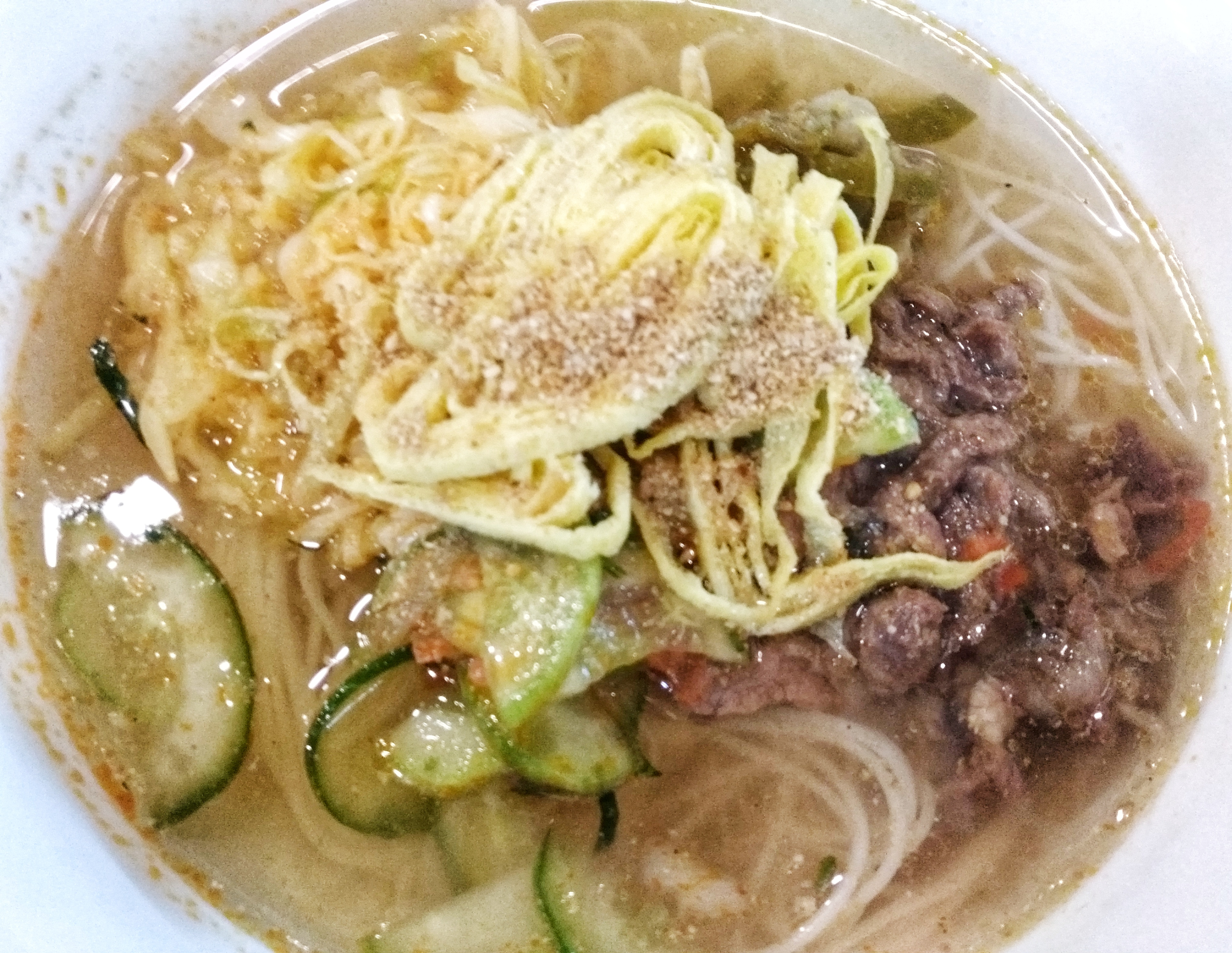
طبق كوسكو

الكوكسو أو الكوكسي، هو طبق معكرونة كوري الاصل مشهور بين الكوريين في أوزبكستان. يُقدم باردًا وغالبًا حارًا مع اللحم البقري. هذا الطبق هو عنصر في قائمة الطعام الشهيرة في مقهى منواجد عندهم، وهو مطعم أوزبكي كوري يقع في بروكلين، مدينة نيويورك. تصف صحيفة موسكو تايمز طبق الكوكسو المُقدم لشعب كوريو-سارام في مطعم كي تاون في موسكو بأنه "[لديه] تأثير جيد".

## تفاوت
- حساء المعكرونة البلوط

## أنظر أيضاً
- المعكرونة الكورية